# Fontaine de la piazza della Madonna dei Monti
La Fontaine de la piazza della Madonna dei Monti est située à Rome, dans le quartier de Monti. Elle est également connue sous le nom de Fontaine des Catéchumènes du fait de la proximité du Collège des Catéchumènes, un palais de 1635, qui se trouve via della Madonna dei Monti, à une courte distance de la place.

## Histoire et description
À la suite de l'achèvement en 1587 de l'aqueduc Acqua Felice, du nom du pape Sixte V, Felice Peretti, sous le pontificat duquel sont achevés les travaux, il fallait également assurer l'approvisionnement en eau des zones collinaires du Viminal et du Quirinal, encore mal desservies, nécessitant la construction de fontaines.
La fontaine de la piazza della Madonna dei Monti a été commandée par le pape Sixte V à Giacomo Della Porta (qui en 1580 a également conçu l'église homonyme, sur un côté de la place), qui en a conçu le dessin en 1588 : c'est un bassin octogonal en travertin, avec les côtés décorés de quatre blasons en alternance, deux du pontife, et deux de la Ville. La vasque repose sur quatre gradins, également de forme octogonale, qui ont aussi pour fonction de niveler la place, celle-ci étant légèrement en pente dans la direction de l'église. La fontaine est installée définitivement en 1595. 
Vers la fin XVIIe siècle, au cours d'une restauration ordonnée par le pape Innocent XI, la vasque du sommet a été rehaussée par un autre bassin circulaire plus petit que le premier.
Une première restauration rendue nécessaire par sa dégradation (due principalement à l'emplacement sur une petite place accueillant un marché dans un quartier densément peuplé) a lieu en 1879-80. La seconde restauration est effectuée en 1997, à l'occasion du repavement de la place elle-même.

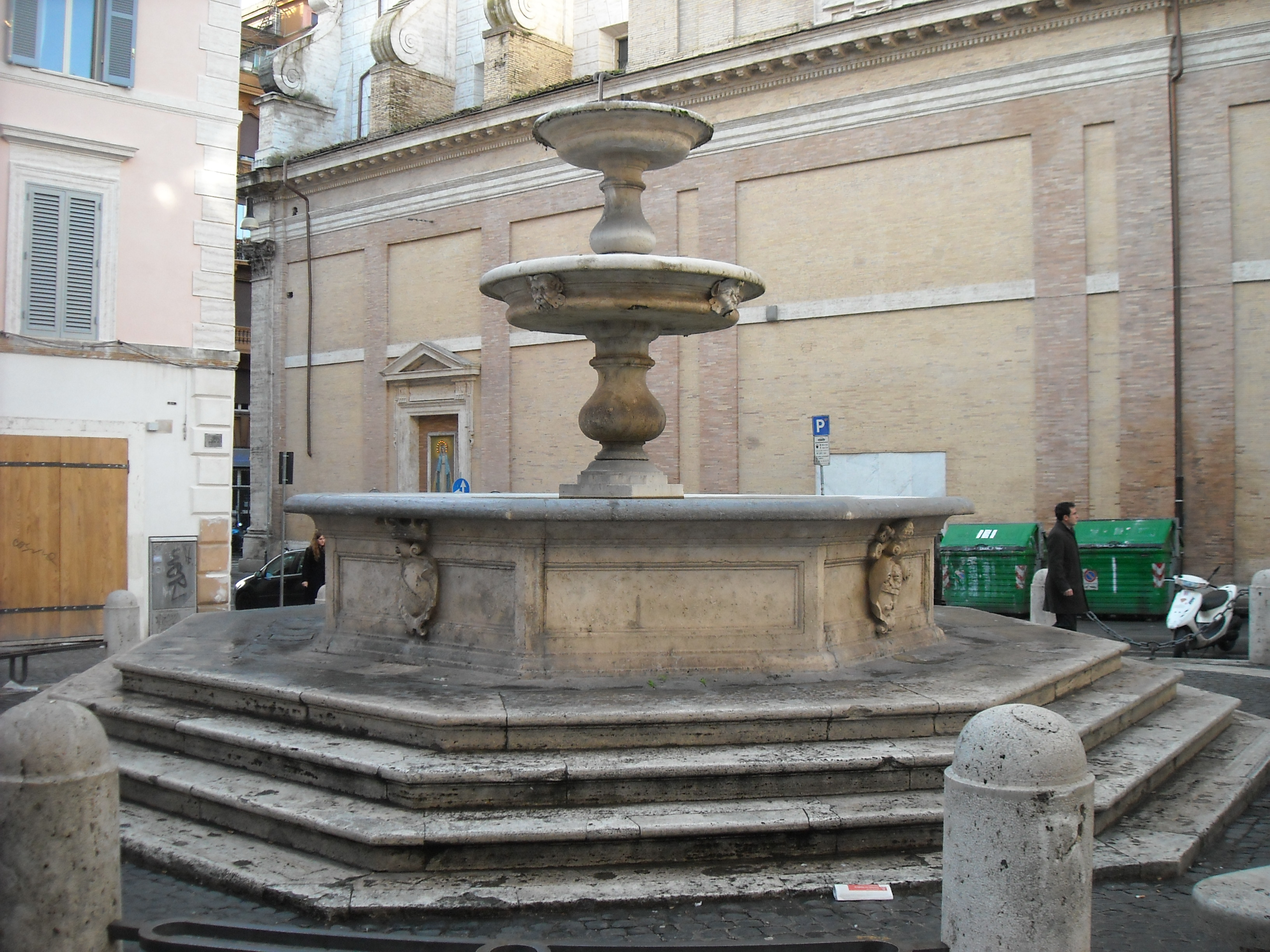
Fontaine de la piazza Madonna dei Monti
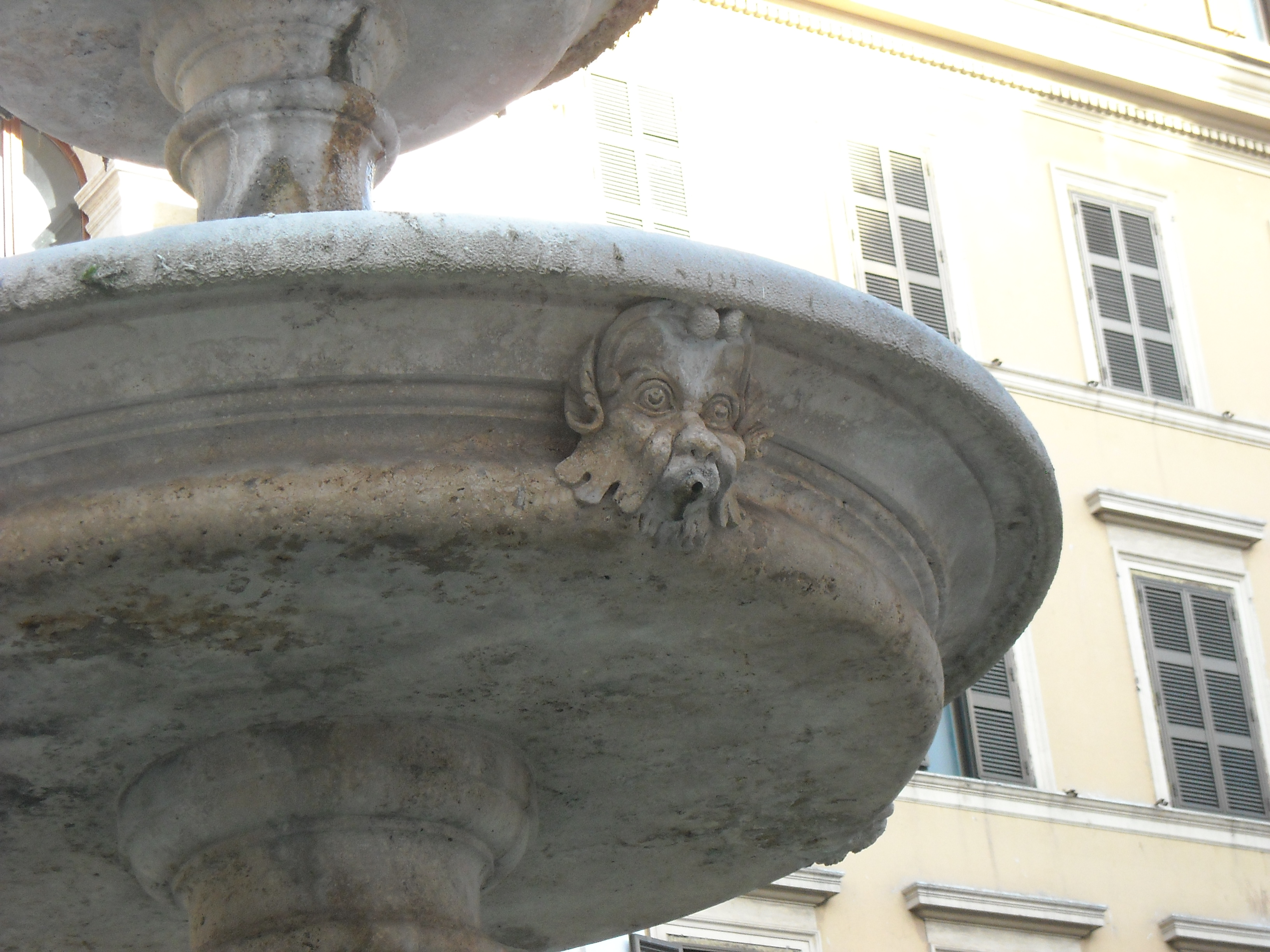
Détail des masques
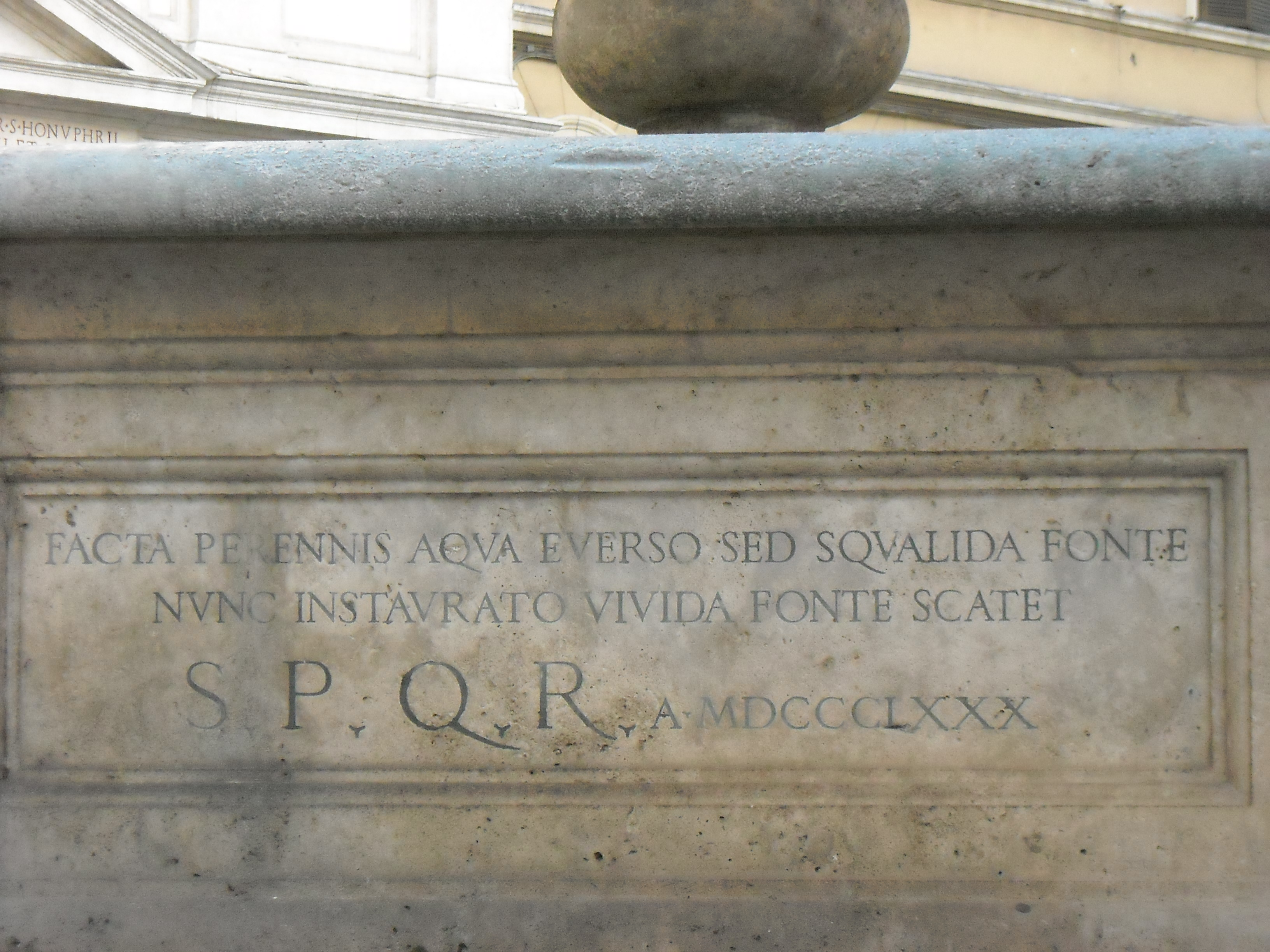
L'inscription à la mémoire de la restauration des années 1880